# Lawrence Wilkerson

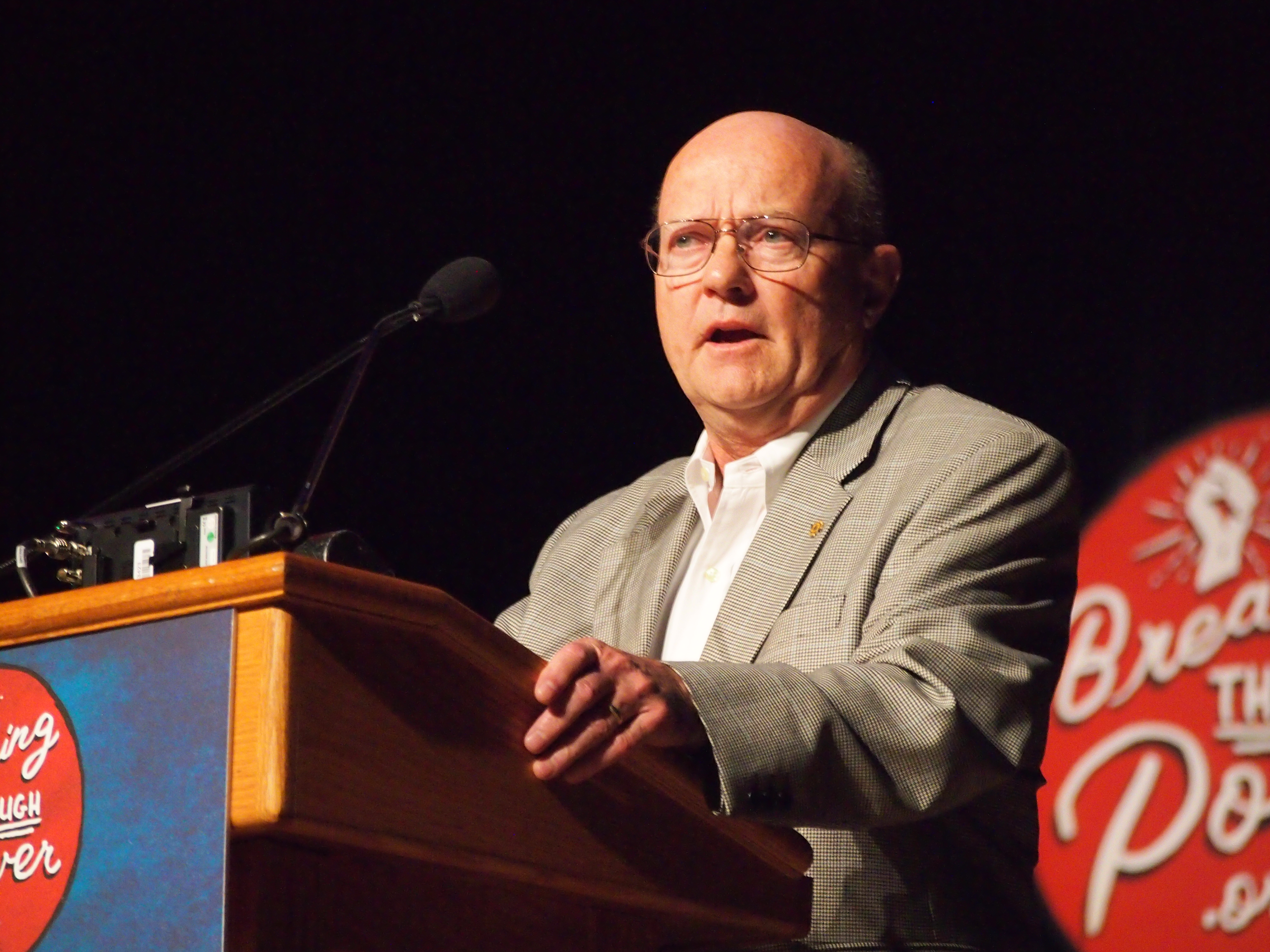
Lawrence Wilkerson (2016)

Lawrence Wilkerson (geb. 15. Juni 1945 in Gaffney) ist ein US-amerikanischer Militär, pensionierter Oberst der United States Army und ehemaliger Stabschef von Colin Powell.

## Geschichte
Geboren und aufgewachsen in Gaffney studierte Wilkerson zunächst drei Jahre Philosophie und englische Literatur an der Bucknell University. Diese Studien brach er nach drei Jahren 1966 ab, um sich anstatt dessen als Freiwilliger für den Vietnamkrieg zu melden. Dort war er Pilot des leichten Aufklärungs- und Kampfhubschraubers Hughes OH-6 mit dokumentierten 1100 Flugstunden in einem Jahr. Nach der Rückkehr aus Vietnam schloss er seine zivilen Studien ab. Er besuchte dann das Naval War College in Newport und das Marine Corps War College in Quantico, deren stellvertretender Direktor er wurde. Er diente danach weitere Jahre beim Pazifischen Kommando unter anderem in Südkorea, Japan und Hawaii, bevor er Anfang 1989 Assistent beim damaligen Vorsitzenden des Generalstabes Colin Powell wurde. Wilkerson blieb weiterhin im Dienst von Powell und verantwortete auch die Überprüfung der Informationen des CIA-Berichtes zu Chemiewaffen, welche Powell dann Februar 2003 dem UN-Sicherheitsrat im Vorfeld des Irakkrieges vortrug.
Er erklärte im Nachhinein, dass er für die Überprüfung des Berichtes nur eine Woche Zeit hatte und deswegen seine Fehlerhaftigkeit nicht erkennen konnte. Es wurden niemals Beweise für die Existenz von Chemiewaffen im Irak gefunden. 2018 stellte Wilkerson den Irakkrieg als einen vornehmlich kommerziellen Interessen dienenden Öl- und Gaskrieg dar. Dies werde aber vor dem amerikanischen Volk verschleiert.
1997 wurde er pensioniert. Danach unterstützte er noch Wesley Clark und Anthony Zinni bei ihren Kampagnen und sympathisiert mit der Friedensbewegung.

## Zivile Auszeichnungen
- Sam Adams Award, 2009[3]